# Stechnikowce (przystanek kolejowy)
Stechnikowce (ukr. Стегниківці, ros. Стегниковцы) – przystanek kolejowy w pobliżu miejscowości Stechnikowce, w rejonie tarnopolskim, w obwodzie tarnopolskim, na Ukrainie. Położony jest na linii Szepetówka – Tarnopol.